# Sebastian Bea
Sebastian Bea (født 10. april 1977 i San Francisco, Californien, USA) er en amerikansk tidligere roer.
Bea vandt, som makker til Ted Murphy, sølv i toer uden styrmand ved OL 2000 i Sydney, efter en finale, hvor amerikanerne kun blev besejret af Michel Andrieux og Jean-Christophe Rolland fra Frankrig. Australierne Matthew Long og James Tomkins tog bronzemedaljerne. Det var det eneste OL, han deltog i.
Bea vandt desuden, som del af den amerikanske otter, VM-guld ved VM 1997 i Frankrig.

## OL-medaljer
- 2000:  Sølv i toer uden styrmand